# Aleš Šnofl
Aleš Šnofl, slovenski pozavnist, * 24. julij 1966, Slovenj Gradec.
Šnofl je diplomiral na Akademiji za glasbo v Ljubljani pri profesorju Borisu Šinigoju.
Dobil je najvišje nagrade in priznanja na republiških in državnih tekmovanjih v nekdanji Jugoslaviji. Je solist - pozavnist orkestra SNG opera in balet Ljubljana, član Trobilnega kvinteta simfonikov RTV Slovenija in profesor na Srednji glasbeni in baletni šoli v Ljubljani.